# Mount J. J. Thomson
Mount J. J. Thomson ist ein markanter, buckelförmiger Berg im ostantarktischen Viktorialand. Er ragt an der Nordwand des Taylor Valley oberhalb des Bonneysees zwischen dem Rhone-Gletscher und dem Matterhorn-Gletscher auf.
Die vom britischen Geologen Thomas Griffith Taylor (1880–1963) geleitete Westgruppe bei der Terra-Nova-Expedition (1910–1913) nahm die Benennung vor. Die Initialen wurden beibehalten, um den Berg besser vom Mount Allan Thomson unterscheiden zu können. Namensgeber ist der britische Physiker und Nobelpreisträger Joseph John Thomson (1856–1940).